# 1851 na política
Nesta página encontrará referências aos acontecimentos directamente relacionados com a política ocorridos durante o ano de 1851.

## Eventos
- A freguesia Santa Cruz do Distrito de Santarém, em Portugal, foi extinta e integrada na de Santa Iria em 1851, por reforma de D. Guilherme, Patriarca de Lisboa.